# Eberfisch
Der Eberfisch (Capros aper) ist ein kleiner Meeresfisch, der im östlichen Nordatlantik von der Küste des südlichen Norwegens bis zum Senegal beheimatet ist. Er lebt auch im Mittelmeer, vor allem im westlichen Teil und im Skagerrak, nicht aber in der Nordsee. Die Schwarmfische halten sich in Tiefen von 40 bis 700 Metern über Felsgrund, sandigen Arealen oder Korallenriffen auf.

## Merkmale
Der Eberfisch soll maximal 30 Zentimeter lang werden, bleibt aber meist bei einer Länge von 13 bis 15 Zentimeter. Männchen bleiben kleiner als die weiblichen Fische. Der Eberfisch ist hochrückig und von ziegelroter Farbe. Die Stirn ist konkav eingedellt. Seine Augen sind groß, die Schnauze spitz und so lang wie der Augendurchmesser. Das Maul ist sehr weit vorstreckbar (protraktil) und formt dann eine kurze Röhre, mit der die aus pelagischen Krebstieren und Würmern bestehende Beute eingesaugt wird. Die erste, hartstrahlige Rückenflosse wird von neun bis zehn Flossenstrahlen gestützt, die weichstrahlige von 23 bis 25 Flossenstrahlen. Die hartstrahlige Rückenflosse ist höher als die weichstrahlige. Die Afterflosse hat drei Hart- und 22 bis 24 Weichstrahlen.

## Systematik
Der Eberfisch wurde schon im Jahr 1758 durch den schwedischen Naturforscher Carl von Linné unter der Bezeichnung Zeus aper zusammen mit dem Petersfisch (Zeus faber) erstmals beschrieben. Im Jahr führte der französische Naturforscher Bernard Germain Lacépède die Gattung Capros ein, die seitdem monotypisch geblieben ist. 1843 beschrieb der englische Naturforscher Richard Thomas Lowe die Familie Caproidae zusammen mit der Gattung Antigonia, die neben Capros die zweite Gattung der Caproidae wurde. Die Familie der Caproidae wurde traditionell in die Ordnung der Petersfischartigen (Zeiformes) gestellt, später zeitweise den Barschartigen (Perciformes) zugeordnet oder in eine eigenständige Ordnung, die Caproiformes gestellt.
Die Gattung Antigonia ist mit dem Eberfisch jedoch nicht besonders nah verwandt und die Zuordnung der beiden Gattungen in eine Familie war nur provisorisch. Die australischen Ichthyologen Anthony Gill und Jeffrey M. Leis führten im Oktober 2019 die Familie Antigoniidae ein mit Antigonia als einziger Art. Gleichzeitig stellten sie die Caproidae und die Antigoniidae in die Ordnung der Doktorfischartigen (Acanthuriformes). Antigonia und der Eberfisch teilen mit den übrigen Doktorfischartigen ein einzigartiges Merkmal (eine Synapomorphie), die zu Diagnose der Ordnung herangezogen wurde. Bei den Larven und adulten Exemplaren von Antigonia, Capros und den übrigen Doktorfischartige wachsen die nachwachsenden Zähne an den Außenseiten der Kiefer und ersetzen gruppenweise ihre Vorgänger.